# Freissinières
Freissinières é uma comuna francesa na região administrativa da Provença-Alpes-Costa Azul, no departamento de Altos-Alpes. Estende-se por uma área de 88,21 km². Em 2010 a comuna tinha 218 habitantes (densidade: 2,5 hab./km²).